# Una modesta proposta
Una modesta proposta (A modest proposal for preventing the children of poor people from being a burden to their parents or Country, and for making them beneficial to the Public; Una modesta proposta per impedire che i bambini della povera gente siano di peso per i loro genitori o per il Paese, e per renderli utili alla comunità) è un pamphlet satirico del 1729 dello scrittore irlandese Jonathan Swift.

## Trama
L'io narrante espone «un metodo onesto, facile e poco costoso» per trasformare il problema della sovrappopolazione tra i cattolici irlandesi ("papisti") nella sua stessa soluzione. La proposta dell'autore consiste nell'ingrassare i bambini denutriti e darli da mangiare ai ricchi proprietari terrieri anglo-irlandesi. I figli dei poveri potrebbero essere venduti in un mercato della carne all'età di un anno per combattere la sovrappopolazione e la disoccupazione.
Così facendo si risparmierebbe alle famiglie il costo del nutrimento dei figli fornendo loro una piccola entrata aggiuntiva, si migliorerebbe l'alimentazione dei più ricchi e si contribuirebbe al benessere economico dell'intera nazione. L'autore offre un sostegno statistico alle sue asserzioni e fornisce dati specifici sul numero di bambini da vendere, il loro peso, il prezzo, e i possibili modi di consumazione. L'autore suggerisce alcune ricette per preparare questo "delizioso" tipo di carne ed è sicuro che questa cucina innovativa darà spunto per ulteriori piatti, oltre che riferire che la pelle dei bambini sarà destinata alla concia per fabbricare borse e guanti.
Anticipa, inoltre, che le pratiche di vendita e di consumo di bambini avranno positivi effetti sulla moralità familiare: i mariti tratteranno le loro mogli con più rispetto e i genitori valuteranno i loro bambini in modi finora sconosciuti. La sua conclusione è che la messa in atto di questo progetto aiuterà a risolvere i complessi problemi dell'Irlanda in materia sociale, politica ed economica più di ogni altra misura fino ad allora proposta.

## Edizioni

### In lingua inglese
- A Modest Proposal for preventing the Children of Poor People in Ireland from being a Burden to their Parents or Country, and for making them Beneficial to the Public, by Dr. Swift, Dublin: S. Harding, 1729
- «A Modest Proposal for preventing the Children of Poor People in Ireland from being a Burden to their Parents or Country, and for making them Beneficial to the Public». In: Herbert Davis (ed.), The Prose Writings of Jonathan Swift, ed., Oxford: Basil Blackwell, 1939-74, vol. XII, pp. 109–18

### Traduzioni in lingua italiana
- Una modesta proposta e altre satire; Trad. di Bruno Armellin, Milano: Sugar Editore, 1967
- Una modesta proposta e altre satire; introduzione di Attilio Brilli; traduzioni di Bruno Armellin, Franco Marucci, Salvatore Rosati, Milano: Biblioteca universale Rizzoli, 1977, ISBN 88-17-12116-9
- Una modesta proposta di Jonathan Swift; Consigli per arricchirsi di Benjamin Franklin; introduzione di Gianni Rodari, Roma: Libera informazione, 1993 (Suppl. al n. 25 del 30 giugno 1993 di Avvenimenti)
- Una modesta proposta e altri scritti sull'Irlanda; a cura di Anna Luisa Zazo; traduzione di Carlo Bigazzi, Viola Papetti, Mario M. Rossi, Milano: A. Mondadori, 1996, ISBN 88-04-41294-1
- Una modesta proposta: per evitare che i figli della povera gente d'Irlanda diventino un peso per i loro genitori o per il paese, e per renderli utili alla società; introduzione di C. Maria Laudando; traduzione di Marco Ottaiano, Napoli: Marotta & Cafiero, 2007, ISBN 88-88234-58-6, ISBN 978-88-88234-58-8
- Una modesta proposta; prefazione di Mons. Domenico Pompili, Siena: Cantagalli, 2010, ISBN 978-88-8272-591-4
- Una modesta proposta per evitare che i figli dei poveri siano di peso ai loro genitori e al paese e per renderli utili alla società; cura e traduzione di Romolo Capuano, Viterbo: Stampa alternativa nuovi equilibri, 2010, ISBN 978-88-6222-148-1[1]

## Critica

### L'accusa di cattivo gusto
L'intento satirico della Modesta proposta venne frainteso da molti contemporanei di Swift, che fu duramente criticato per aver scritto una prosa di un simile "cattivo gusto": lo scrittore andò addirittura vicino alla perdita del suo patrocinio governativo. Il fraintendimento fu anche causato dal contrasto tra la proposta cannibalistica e il tono sincero dell'esposizione.

## Citazioni e riferimenti nella cultura
Nel film Signore e signori, buonanotte, riproponendo l'intento satirico, Paolo Villaggio, interpreta lo studioso Schmidt, che riprende il tema citando Swift e lo ritiene applicabile alla città di Napoli. Nella puntata del 17 marzo 2012 di The show must go off, il drammaturgo Ascanio Celestini, nei panni di un politico spregiudicato, riprendendo il medesimo tema, propose di risolvere i problemi legati ad immigrazione e accoglienza degli stranieri cucinandoli. La Modesta proposta viene recitata da Paolo Poli nella prima puntata del programma televisivo Baubau '70 (programma registrato nel 1970, ma mandato in onda dalla RAI solo nel 1976).
Nell'episodio 9 della quarta stagione di Gotham, dal titolo omonimo, viene ripresa la proposta dell'opera, anche se con un diverso scopo: il criminale Lazlo Valentin/Professor Pyg vuole punire gli individui corrotti che detengono il potere a Gotham e per farlo adesca e uccide alcuni senzatetto, di cui estrae gli organi; dopodiché, mascherato da chef, si infiltra ad una cena di beneficenza a cui presenziano cittadini altolocati e boss della malavita, e utilizza gli organi per preparare dei pasticci di carne, che serve ai commensali e, dopo averne rivelato il contenuto, li obbliga a mangiare, sostenendo che essi si sono "sfamati a spese dei poveri della città per anni, ora stanno per scoprire che sapore hanno".
In una delle sue ultime interviste, rilasciata a Enzo Biagi, il poeta e regista Pier Paolo Pasolini cita Una modesta proposta di Swift a proposito della provocazione da lui lanciata nei confronti dei politici e dei presidi italiani.
La canzone Eat Your Young del cantante irlandese Hozier trae ispirazione da questo scritto.
Nel film del 2012 Butcher Boys, diretto da Duane Graves e Justin Meeks, lo sceneggiatore Kim Henkel immaginò in Texas le azioni dei discendenti di persone che avrebbero preso Swift sul serio.